# Championnats d'Europe de cross-country 1996
Navigation
Édition précédente Édition suivante
Les 3e Championnats d'Europe de cross-country se sont déroulés le 15 décembre 1996 à Charleroi, en Belgique.

## Résultats

### Hommes

#### Individuel
| Médaille | Athlète         | Temps       |
| Or       | Jon Brown       | 32 min 37 s |
| Argent   | Paulo Guerra    | 33 min 12 s |
| Bronze   | Mustapha Essaid | 33 min 19 s |
| 4e       |                 |             |
| 5e       |                 |             |
| 6e       |                 |             |
| 7e       |                 |             |
| 8e       |                 |             |
| 9e       |                 |             |
| 10e      |                 |             |

#### Par équipes
| Médaille | Athlètes                                                                  | Points |
| Or       | Portugal Paulo Guerra Eduardo Henriques Vítor Almeida José Regalo         | 27 pts |
| Argent   | France Mustapha Essaïd Yann Millon Cédric Dehouck Mohamed Ezzher          | 47 pts |
| Bronze   | Belgique Vincent Rousseau Marc Vanderstraeten Koen Van Rie Eric Bouffioux | 59 pts |

### Femmes

#### Individuel
| Médaille | Athlète          | Temps       |
| Or       | Sara Wedlund     | 17 min 04 s |
| Argent   | Julia Vaquero    | 17 min 09 s |
| Bronze   | Annemari Sandell | 17 min 19 s |
| 4e       |                  |             |
| 5e       |                  |             |
| 6e       |                  |             |
| 7e       |                  |             |
| 8e       |                  |             |
| 9e       |                  |             |
| 10e      |                  |             |

#### Par équipes
| Médaille | Athlètes                                                                             | Points |
| Or       | France Yanna Oubouhou Laurence Vivier Chryssie Girard Laurence Duquenoy Edwige Pitel | 27 pts |
| Argent   | Royaume-Uni Hayley Haining Andrea Whitcombe Suzanne Rigg                             | 39 pts |
| Bronze   | Belgique Anja Smolders Véronique Collard Lieve Slegers                               | 43 pts |